# Keve (vezér)
Keve mondabeli alak, hun vezér a 4. században. Létezésére nincs bizonyíték. A monda szerint leányát Attila hun király vette feleségül, ő maga pedig a szász Veronai Detre elleni harcban esett el, amikor átkelt a Dunán.

## A történeti kor
A hunok a 370-es években lépték át a Volgát és jelentek meg Európában.
A honfoglalás a 9. század végén volt, a kettős honfoglalás elmélete szerint egyes magyar népcsoportok a szomszédos Etelközből már a 680-as években bevándoroltak a Kárpát-medencébe. A 670-es években bomlott fel az onogur-bolgár birodalom Etelköz területén, és ekkor onnan valóban vándoroltak be onogur-bolgárok – és esetleg velük magyar csoportok –, a régészeti adatok szerint ekkor a Kárpát-medence etnikai képe mindenesetre megváltozott.
Bendegúz mögött Mundzsuk hun nagykirály (415?–420) rejlik, aki Attila hun nagykirály (434–453) apja volt.
Veronai Detre mögött Theoderich keleti gót király személye húzódik meg, aki 454-ben született – egy évvel Attila halála után – és 488-tól 526-ig uralkodott. Verona az uralma alatt volt, ő maga azonban nem szász, hanem gót volt. A szászok nyugaton a 10. században Karolingok után, Madarász Henrik révén jutottak olyan uralkodó szerepbe, hogy hűbéreseik ellen a keletről jövő támadók harcolni tudtak.
A magyar helynévadás szokásai szerint a 10. században és a 11. században személyről elnevezett településnév az illető személy nevét viselte minden toldalék nélkül. Ekkor tehát egy Kevéről elnevezett falu neve Keve lett volna. A Keveháza típusú helynevek 12. századi vagy későbbi eredetűek.

## Mondák róla
A hun törzsi kapitányok egyike (Keve, Kadosa/Kadocsa, Béla, valamint Érd fia Bendegúz). Ríka (mai formájában Réka) nevű lányát Attila vette feleségül, tehát Keve egyben Attila apósa is volt.
Keve volt az, aki harcosaival éjjel átúsztatott a Dunán, csúnyán meglepve ezzel az akkor a térséget uraló szász Veronai Detre és helyi hűbérese a gót Makrin egyébként túlerőben lévő seregeit. A katonák harcra készülve, ám nyugodtan aludtak, mivel a folyó ezen szakasza szerintük áthatolhatatlan védelmet vont közéjük. Keve lovasaival a folyóba öntette a borostömlők tartalmát, mondván: hun barátságból igyék a Duna ezúttal víz helyett bort. Majd az üres tömlőket felfújva és azokat a lovak hasára/szügyére erősítve az átkelő lovasokat nem ragadták el az örvények és hullámok. A hunok ugyan borzasztó csapást mértek az ellenfélre, de ők maguk is komoly veszteségeket szenvedtek. Többek között maga Keve is itt a Tárnok völgyében esett el. Hű harcosaival együtt itt temették el, sírjára pedig hatalmas faragott követ helyeztek. Ez lett Keve háza.
Béla, Kadosa és Bendegúz seregei már másnap hajnalban megbosszulták Keve halálát. Az ellenfél csapatainak egy része még előtte eliramodott, mondván Keve egyedül támadt és milyen pusztítást végzett, ezek meg most hárman jönnek. A csatában Béla és Kadosa is odaveszett, akiket szintén Keve házába temettek. Makrin sem élte túl az ütközetet, őt a megmaradt gótok temették el. Detre hősies harcát elismerve végül Bendegúz békességet kötött vele a harcmezőn megmutatván, hogy van embersége a hunnak. Így nyertek országot a hunok a Tisza–Duna mentén.

## Ajánlott irodalom
- Hunok (Mítoszok és legendák sorozat), Lilliput, 1999. ISBN 9637839828
- Komjáthy István: Mondák könyve, Móra, 1971.